# Krátkozrakost

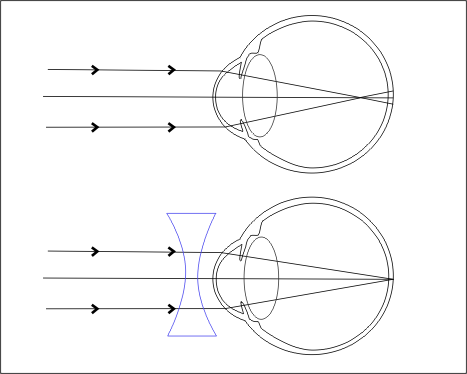
Schematické znázornění krátkozrakosti a její nápravy pomocí čočky

Krátkozrakost (odborně myopie, z lat. myopia, resp. řeckého mυωπία) je oční refrakční vada, při které se paprsky světla usměrněné čočkou lidského oka sbíhají už před sítnicí, a na sítnici tak nevzniká ostrý obraz. Hlavním příznakem myopie je neostré vidění do větší vzdálenosti. Většinou je příčinou příliš velké (dlouhé) oko, méně často je vada způsobena zvýšenou lomivostí optického aparátu oka. Špatné vidění do dálky (a naopak dobré vidění na krátkou vzdálenost) vedlo k označení „krátkozrakost“.
Prostá krátkozrakost bývá plně řešitelná korekcí rozptylnými brýlemi nebo kontaktními čočkami (případně ji lze operativně odstranit), těžká krátkozrakost (myopia gravis) se ale pojí s vyšším rizikem makulární degenerace, odchlípení sítnice a šedého či zeleného zákalu. Myopie je také často provázena astigmatismem.
Krátkozrakost je celosvětově nejčastější oční vadou (nepočítáme-li přirozenou vetchozrakost), odhaduje se že je jí různou měrou postiženo na 1,5 miliardy lidí (více než pětina populace). Míra výskytu se ale velmi liší podle lokality – u dospělých se pohybuje od 15 % až téměř do 50 %.
Myopie se zpravidla objeví v dětském (školním) věku, s růstem se zhoršuje a po dosažení dospělosti se její rozvoj zastaví. Vznik krátkozrakosti u jednotlivce je dán kombinací více faktorů, mezi něž patří dědičnost, trávení času v umělém osvětlení nebo dlouhodobé zrakové soustředění na blízko (při práci, čtení, hraní her apod.). V jistém smyslu jde o civilizační chorobu, vzhledem k nárůstu jejího výskytu mezi dětmi se někdy hovoří až o epidemii krátkozrakosti. Lze ji omezit pobytem venku. Může souviset s pokleslými očními víčky (ptózou).

## Vidění při krátkozrakosti
Krátkozraký člověk (tzv. myop) vidí bez korekce ostře jen do určité vzdálenosti, vzdálenější objekty vidí rozmazaně a samotné oko nemá možnost tuto vadu kompenzovat (na rozdíl od dalekozrakosti, kterou lze v mladším věku do jisté míry překonat akomodací). Vzdálenost, do níž myop ještě vidí ostře, je dána převrácenou hodnotou počtu jeho dioptrií v metrech, přičemž u myopie se uvádí dioptrie v záporných hodnotách. Tedy např.: –0,5 D = ostré vidění nejdále do 2 metrů, –2 D = do 50 cm, –4 D = 25 cm, –6 D = 16,7 cm atd.
Jistou „výhodou“ myopie je zachované dobré vidění na blízko, někdy ovšem jen na velmi krátkou vzdálenost (v závislosti na počtu dioptrií). Toho využívají lidé ve věku nad cca 45 let, kdy vlivem přirozeného vyhasínání akomodační schopnosti čočky (presbyopie) ztrácí oko schopnost zaostřovat na blízko. Myop přestává vidět dobře na blízko se svou korekcí, avšak když si brýle sundá, může číst apod. bez nich.
Tohoto fenoménu se využívá při korekci systémem monovision.[zdroj?] Jedno oko (obvykle dominantní), má plnou korekci na dálku a na druhém je ponechána drobná krátkozrakost, obvykle do minus 1,5 dioptrie. Tím je dosaženo uspokojivého vidění na dálku i blízko bez nutnosti mít několik párů brýlí, které je nutné střídat. Systém monovision je nejlépe snášen při korekci kontaktními čočkami, laserovou operací nebo při výměně vlastní nitrooční čočky.

## Typologie
Podle míry vady se krátkozrakost dělí na:
- lehkou (myopia levis nebo simplex) – méně než –3 D
- střední (myopia modica) – rozmezí –3 až –6 D
- těžkou (myopia gravis) – více než –6 D
  - poměrně běžně se ještě vyskytují vady okolo –10 D, vyšší jsou už vzácné. Horní hranice teoreticky neexistuje, nejtěžší zaznamenanou (a korigovanou) krátkozrakostí trpí Slovák Ján Miškovič (–108 dioptrií).[4]

Podle průběhu a prognózy se dále rozlišuje krátkozrakost:
- stacionární – sem patří tzv. školní krátkozrakost (projeví se ve školním věku a s dospíváním se zhoršuje)
  - označení „stacionární“ neznamená, že je tato vada zcela neměnná, ale že se její zhoršování zastaví po dosažení dospělosti
- progresivní – zpravidla jde o těžkou krátkozrakost, jejíž zhoršování pokračuje i v dospělosti, pojí se s rizikem odchlípení sítnice a oslepnutí

## Možnosti korekce a léčby

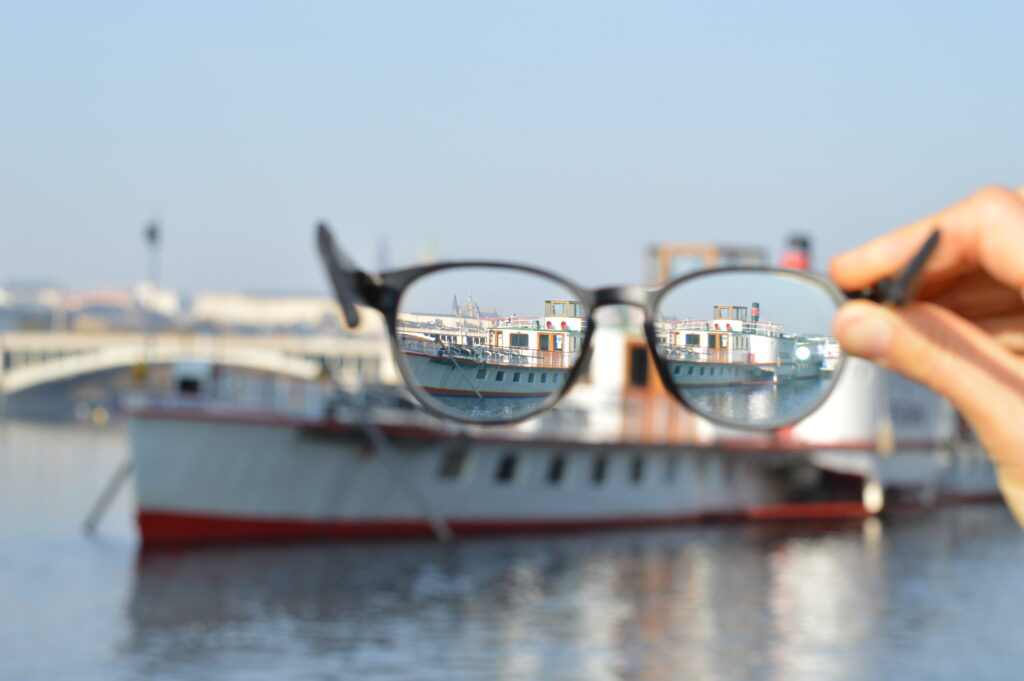
Pohled přes rozptylnou brýlovou čočku ke korekci krátkozrakosti.

Stupeň špatného vidění se určuje měřením refrakce a vyjadřuje se počtem dioptrií, v případě krátkozrakosti se znaménkem − (minus). Náprava vidění se u krátkozrakosti děje podobně jako u opačného postižení, to jest dalekozrakosti, pomocí umělých optických čoček (konkrétně jde o rozptylné čočky). Fyzikální princip tkví v tom, že čočka jakoby přenese obraz okolního světa do blízkosti oka – do vzdálenosti, kam myop ještě vidí ostře.
Tradičním nosičem těchto čoček (skel) jsou brýle. Druhou možností mechanické nápravy schopnosti vidění je použití kontaktních čoček. (Vynálezci dodnes používaného principu gelových kontaktních čoček byli v letech 1952–1955 českoslovenští vědci, profesor VŠCHT v Praze Otto Wichterle a jeho asistent Drahoslav Lím.)
Kromě brýlí nebo kontaktních čoček je možné myopii korigovat také některou z metod refrakční oční chirurgie. Nejvhodnější metodou refrakční chirurgie ke korekci myopie je zákrok laserem (mj. metoda LASIK/LASEK). Eventuálně se provádí implantace nitrooční čočky.
Výběr vhodného a efektivního řešení krátkozrakosti vždy záleží na individuálních potřebách, nárocích na vidění, životním stylu, věku, velikosti vady, snášenlivosti brýlí a kontaktních čoček.
Dle posledních odborných studií dnes moderní laserové metody nepřevyšují rizika spojená s nošením kontaktních čoček, některé dokonce tvrdí i opak.[zdroj?]